# Les Dreyfusards sous l'Occupation
Les Dreyfusards sous l'Occupation est un ouvrage du chercheur Simon Epstein, universitaire dont les travaux portent sur l'histoire d'Israël et l'histoire de France et spécialiste de l'antisémitisme.
Cet ouvrage publié en 2001 a pour objet l'étude du parcours des dreyfusards en France pendant la Seconde Guerre mondiale.
Il établit qu'un grand nombre des défenseurs du capitaine Dreyfus, militants antiracistes parfois membres de la LICA et pacifistes de gauche, furent d'actifs partisans de la collaboration avec l'Allemagne nationale-socialiste, sans nécessairement être devenus antisémites.
L'ouvrage est essentiellement prosopographique et descriptif.

## Réception
Le magazine L'Histoire indique : « Les anciens dreyfusards, ceux du moins qui survivent au temps de la Seconde Guerre mondiale, sont devenus dans leur grande majorité des « collabos » ; inversement les résistants, eux, étaient bien souvent d'anciens antidreyfusards : telle est la thèse de Simon Epstein » et juge la démarche étrange, puisque « ceux auxquels s'intéresse Simon Epstein sont, à peu d'exceptions, des obscurs et des sans-grade-de l'Affaire ». La corrélation entre dreyfusisme et Collaboration présentée par l'auteur comme une nécessité logique suscite de la perplexité.
Antoine Perraud pour Mediapart estime qu'il s'agit d'un essai lumineux.
Pour Brigitte Gaïti, la démarche provocante d'Epstein se propose « de vérifier, en découpant les bornes d'une curieuse période (1898-1944) et en s'appuyant sur l'étude d'itinéraires d'individus impliqués à des degrés divers dans les deux crises, la réalité de cette reproduction des camps à plus de quarante années d'écart. En mettant en évidence un certain nombre de trajectoires de transgression des frontières qui concernent notamment des dreyfusards passés dans le camp de la Collaboration, l'auteur dénonce tout à la fois une forme de « déshistoricisation » de certains groupes reconstruits en porteurs d'une cause morale universelle et une « maurrassification intempestive » de la Collaboration qui « escamote » le poids des vichystes issus de la gauche ou du personnel républicain ».
La Revue française de science politique indique que cette contribution originale à la mémoire de l’Occupation interroge le « destin » des dreyfusards dans la France occupée des années 1940-1944. L'auteur a méticuleusement reconstitué plusieurs dizaines d’itinéraires d’intellectuels et d’hommes politiques français qui prirent part, dans leur jeunesse, au combat pour Dreyfus. Reprenant le nécessaire triptyque « collaboration-neutralité-résistance », mais insistant sur les nuances intermédiaires possibles, l’auteur se veut porteur d’un « message dérangeant » puisqu’il s’agit de démonter — objet historique à l’appui — la théorie des « deux France ».